# Jungle Hunt
Jungle Hunt (em japonês: ジヤングル・ハン卜) é um jogo eletrônico de aventura com rolagem lateral (side-scrolling) da direita para a esquerda produzido e lançado pela Taito em 1982 para Arcade, Apple II, Atari 2600, Atari 5200, Atari 8-bit, ColecoVision, Commodore 64, IBM PC, VIC-20. Foi lançado inicialmente como Jungle King, mas foi alterado como resultado de disputas de direitos autorais. Publicado no mesmo ano que o Moon Patrol, o Jungle Hunt é um dos primeiros videogames a usar a rolagem parallax. Em 1984, o game ganhou um Certificado de Mérito na categoria "Melhor Jogo de Aventura" no 5th annual Arkie Awards.
Em Jungle Hunt, o jogador colocava- se na pele de um aventureiro anônimo, bem ao estilo Indiana Jones, que, vestindo um capacete e um traje de safari, desbravava vários cenários na selva, enfrentando crocodilos, pulando cipós e desviando de pedras rolantes para resgatar sua garota de uma tribo de canibais. A Taito do Brasil lançou uma versão do jogo para Atari 2600 em 1983, também com o título Jungle Hunt, que diferenciava-se do original ter o personagem de peito nu e o grito de Tarzan.
O jogo foi tema de um comercial feito para a tv, sobre o console Atari 2600. Esse comercial foi veiculado no Brasil em meados dos anos 80.

## Jogabilidade

Primeira cena do jogo.

A jogabilidade é dividida em quatro cenas, com cada uma tendo um objetivo diferente.

### Cena 1
O jogador deve se balançar nos cipós localizados entre grupos de árvores, até que ele consiga chegar ao rio para a próxima cena. O alcance do pulo é limitado, então o jogador deve pular na hora certa.

### Cena 2
O explorador deve navegar em um rio infestado de crocodilos, que possui vários perigos:
- Os crocodilos famintos. A única defesa do jogador contra eles é a faca, cravando-a na barriga dos répteis, e apenas quando suas bocas estão parcialmente ou totalmente fechadas.
- Bolhas de ar, que vão invariavelmente carregar o explorador para um crocodilo se ele for pego em uma delas.

Além disso, o explorador deve evitar ficar sob a água por muito tempo; um medidor na tela permite ao jogador determinar quanto tempo o explorador ainda pode ficar embaixo d'água. O medidor é preenchido quando o explorador volta à superfície para pegar ar.

### Cena 3
O principal obstáculo aqui são as pedras - pequenas e grandes - que o explorador deve se desviar de algum jeito. O jogador controla o explorador movendo o joystick para esquerda ou direita, para o explorador se mover mais devagar ou rápido. As pedras pequenas só podem ser ultrapassadas pulando sobre elas, mas as maiores o jogador pode pular, correr ou se abaixar.

### Cena 4
O jogador deve pular sobre e entre os canibais enquanto suas lanças estão para baixo. Depois disso, ele deve pular em direção à mulher quando ela estiver sendo abaixada usando a corda de polia, na qual o jogador deve pular na altura certa para chegar a ela.

### Nível avançado
A cena volta para o início, mas agora com uma dificuldade maior: ⁣
- Cena 1 - macacos podem subir e descer alguns cipós, se tornando mais numerosos e agressivos em níveis maiores.
- Cena 2 - Os crocodilos se tornam mais numerosos e perigosos. Há também mais bolhas de ar.
- Cena 3 - As pedras maiores são vistas mais frequentemente, e estão mais próximas umas das outras.
- Cena 4 - Os nativos se escondem em árvores das proximidades, atirando lanças na direção do jogador, uma de cada vez, com as lanças ficando mais precisas e lançadas mais rapidamente em níveis mais elevados.